# 望遠鏡座κ
望遠鏡座κ，又名CP-68 2585，HD 141767、SAO 253342、HR 5891，是望遠鏡座的一颗恒星，视星等为5.09，位于銀經318.47，銀緯-11.48，其B1900.0坐标为赤經15h 45m 36.4s，赤緯-68° -11.48′ 17″。